# Mont Solaro
Le mont Solaro, parfois appelé mont Solara ou mont Solare, monte Solaro, monte Solara ou monte Solare en italien, est un sommet montagneux italien constituant le point culminant de l'île de Capri. S'élevant jusqu'à une altitude de 588 mètres sur la commune qui en occupe la moitié occidentale, Anacapri, il est accessible grâce à un télésiège touristique qui le dessert depuis le centre-ville, le télésiège du mont Solaro.

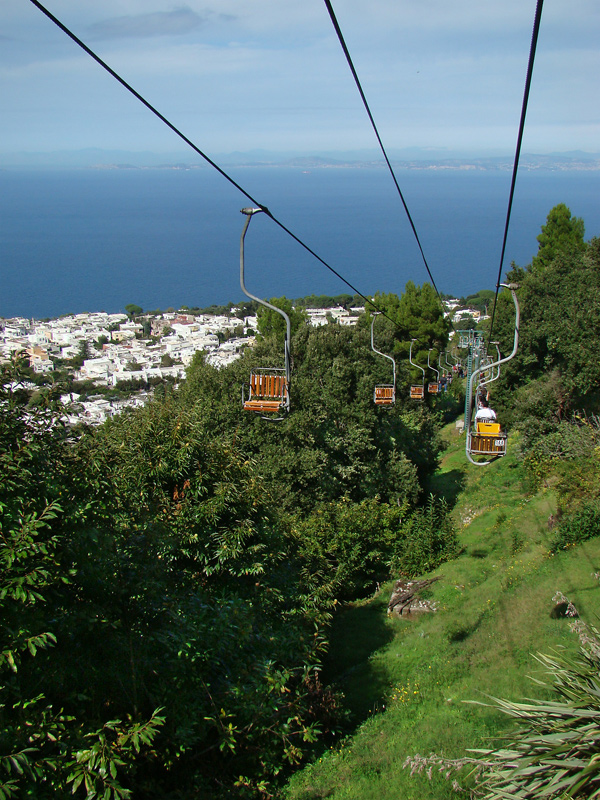
Le télésiège.